# Giedrius
Giedrius ist ein litauischer männlicher Vorname (abgeleitet von giedra, dt. „heiter“). Die weibliche Form ist Giedrė.

## Personen
- Giedrius Arlauskis (* 1987), Fußballspieler, Torwart in der russischen Premjer-Liga bei Rubin Kasan
- Giedrius Donatas Ašmys (* 1946), Politiker, Bürgermeister von Kaunas (2002–2003)
- Giedrius Drukteinis (* 1970), Autor, Journalist und Politiker,  Mitglied des Seimas
- Giedrius Kadziauskas (* 1978), Jurist und Wirtschaftspolitiker, Vizeminister
- Giedrius Mozūraitis (* 1978), Verwaltungsjurist und Justizpolitiker, Vizeminister
- Giedrius Ruseckas (* 1983), Jurist und Justizpolitiker, Vizeminister
- Giedrius Surplys (*  1980), Beamter und Politiker, Agrarminister und Vizeminister des Innens
- Giedrius Viliūnas (* 1963), Lituanist und Bildungspolitiker, Vizeminister